# فولغودونسك

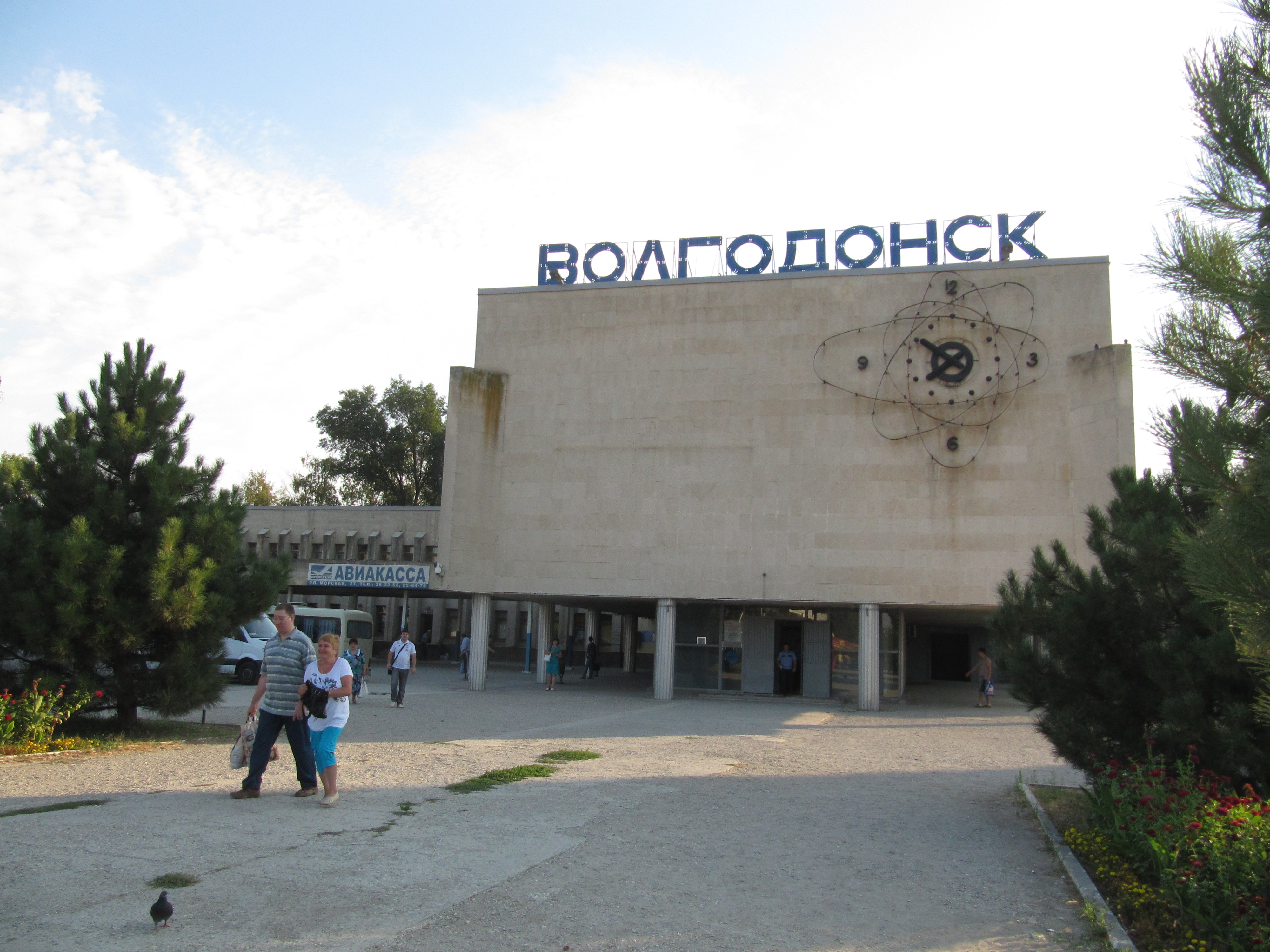

فولغودونسك (بالروسية: Волгодонск) هي إحدى مدن روسيا في الكيان الفدرالي الروسي روستوف أوبلاست.

## أعلام
- ديمتري كودرياشوف
- فيتالي كازينتسيف